# Hammond (Indiana)
Pour les articles homonymes, voir Hammond.
Hammond est une ville de l'Indiana, dans le comté de Lake, aux États-Unis. Elle est située à l'extrémité nord-ouest de l'Indiana et est limitrophe de l'Illinois et de la ville de Chicago, partageant ses frontières municipales avec celle-ci à l'ouest.

## Personnalités
- Michael Pierre Price (1954-), artiste techspressionniste, est né à Hammmond.